# Justiniano (general de Constantino III)
Justiniano (em latim: Iustinianus; m. 407), segundo Zósimo, ou Justino (em latim: Iustinus) segundo Olimpiodoro de Tebas, foi um oficial que apoiou o usurpador Constantino III (r. 407–411).

## Vida
Justiniano foi um oficial do exército romano ocidental na Britânia. Em 407, Cláudio Constantino (Constantino III) rebelou-se contra Honório (r. 395–423) e nomeou Justiniano e Nebiogastes como mestres dos soldados da Gália. Constantino cruzou o canal da Mancha e atacou as tropas lealistas na Gália. Justiniano lutou contra Saro, o Godo, um dos generais de Honório, e foi derrotado e morto. Justiniano talvez possa ser associado ao prepósito homônimo.